# Roger Whittaker
Roger Whittaker (Nairobi, 22 marzo 1936 – Saint-Cirq-Lapopie, 13 settembre 2023) è stato un cantautore, musicista e chitarrista britannico, nativo del Kenya, quando questo paese faceva parte dell'Impero britannico.
Docente scolastico a inizio carriera, fu a metà degli anni settanta una star del celebre programma televisivo Top of the Pops.
Uno dei brani per i quali è maggiormente conosciuto è la sua cover del celebre standard Streets of London.
Il suo genere musicale rientra nel cosiddetto easy listening.  Whittaker vendette dischi in tutto il mondo per oltre 55 milioni di copie. Godeva di notorietà particolarmente sul mercato musicale della Germania, paese nel quale suonò spesso durante diverse tournée. Divenne noto per il caratteristico timbro di voce nel registro di baritono e per la particolare abilità nel produrre musica attraverso la tecnica del fischio.

## Biografia

### Origini

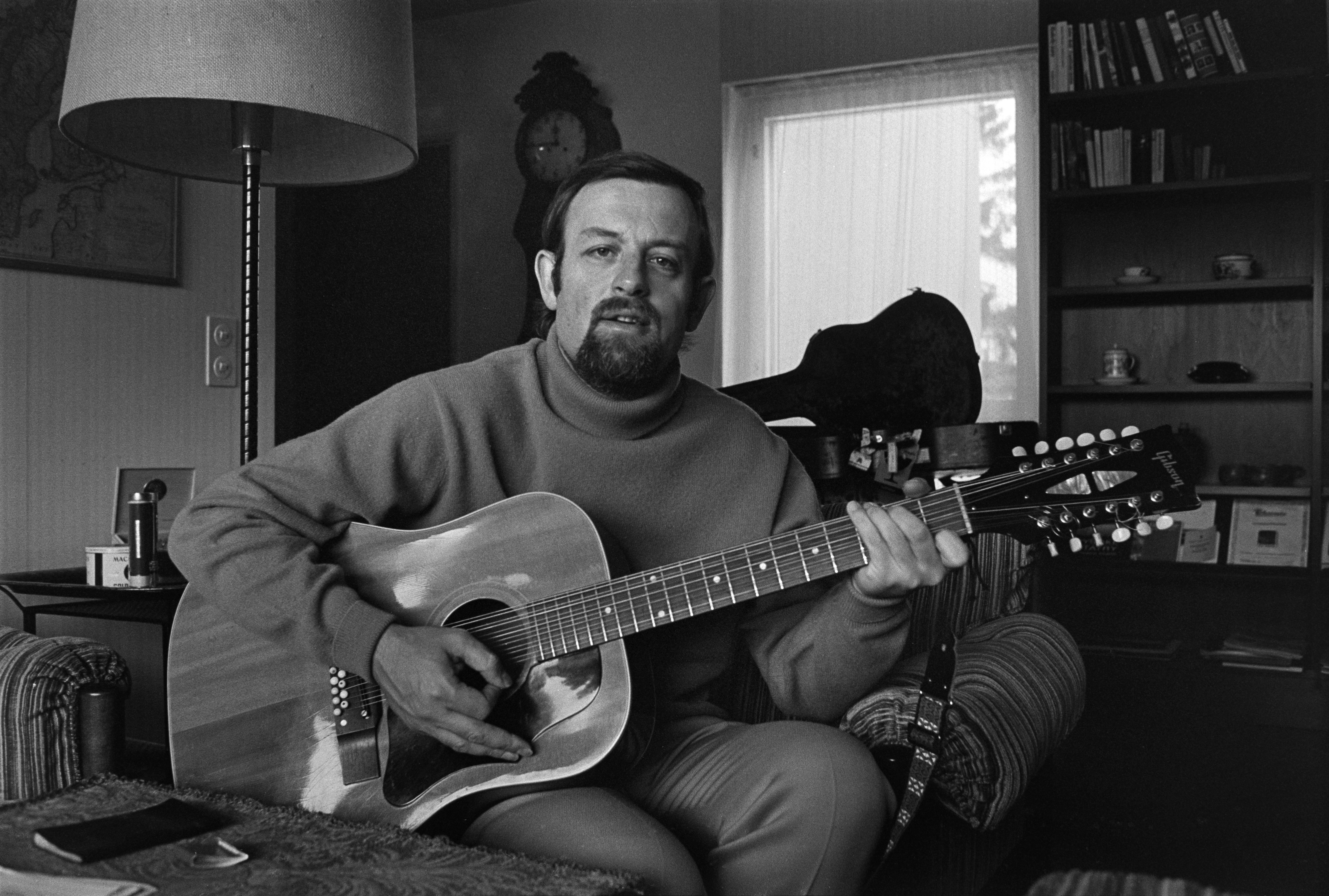
Roger Whittaker nel 1971

I suoi genitori - Edward e Viola - erano originari dello Staffordshire, inghilterra, dove gestivano una drogheria.  In conseguenza di un incidente di motocicletta occorso al padre di Roger, bisognoso di cure e di un clima mite, la famiglia si trasferì in una fattoria del Kenya. Il padre e il nonno di Roger erano entrambi musicisti; il primo suonava il violino, il secondo cantò esibendosi in vari club. In quel periodo il giovane incominciò a suonare la chitarra acustica.
Nel 1954 Whittaker venne arruolato nel reggimento del Kenya dove rimase per due anni. Nel 1956, al momento di essere congedato, decise di studiare da medico e si iscrisse all'Università di Città del Capo, in Sudafrica. Lasciò tuttavia gli studi un anno e mezzo dopo per diventare insegnante per il servizio civile del suo paese.

### Inizio della carriera artistica
Con l'intento di riprendere l'università, Whittaker si trasferì in Gran Bretagna nel settembre del 1959. Nei successivi tre anni studiò zoologia, biochimica e biologia marina all'Università del Galles, a Bangor, ottenendo quindi un B.A. in scienze. Contestualmente continuò a cantare in club locali incidendo anche alcune canzoni per i dischi in acetato (flexi-discs) che venivano distribuiti abbinati al giornale universitario edito dagli studenti del campus. 
Successivamente passò a incidere per la Fontana Records, l'etichetta discografica che distribuì nel 1962 il primo singolo da lui registrato dopo aver lasciato l'insegnamento, The Charge of The Light Brigade. Nella stessa estate del 1962, Whittaker prese parte ad un concorso internazionale di musica a Portrush, nell'Irlanda del Nord. Il successo gli venne subito dopo aver firmato un contratto con la Ulster Television per uno spettacolo intitolato This And That .
Il suo secondo singolo, ed il primo a scalare le classifiche della UK Top 30 (NME), fu una cover da Jimmy Dean, Steel Men, distribuito anch'esso nel giugno 1962.

### Il successo
Nel 1968, la carriera di Whittaker ebbe un impulso con un cambio di etichetta che lo portò a incidere nell'autunno del 1969 per la EMI Records Durham Town (The Leavin') che fu il primo singolo del cantante a piazzarsi nella Top 20 britannica. Nella primavera dell'anno successivo, la RCA Victor distribuì poi New World In The Morning sul mercato USA: anche in questo casò il brano entrò nella Top 20 delle classifiche di brani easy listening.
Nel 1975  Whittaker incise il suo primo singolo dal successo globale, The Last Farewell, che avrebbe venduto in totale undici milioni di copie in tutto il mondo. 
Nel 1974 tentò le qualificazioni finlandesi dell'Eurovision, con la canzone The Finnish Whistler che fu usata come colonna sonora per il popolare programma televisivo finlandese di cucina Yle Patakakkonen. Nel 1979, Whittaker invece realizzò per la cantante Eleanor Keenan la canzone Call My Name, che raggiunse la finale della selezione britannica dell'Eurovision. Lo stesso Whittaker incise poi una versione di questo brano, che entrò nelle classifiche dei singoli di diverse nazioni europee. 
Un'incursione del cantante nel genere country lo indusse a registrare I Love You Because che entrò nelle chart del genere nel tardo 1983.
Pubblicò album anche nel terzo millennio.

### Morte
Whittaker trascorse la sua vecchiaia in Francia, nell'Occitania, dove è poi morto nel settembre del 2023, a 87 anni.

## Vita privata
Nella primavera del 1964 Roger Whittaker si fidanzò con Natalie O'Brien e i due convolarono a nozze il 15 agosto dello stesso anno. Ebbero cinque figli: Emily (nata il 28 maggio 1968), Lauren (4 giugno 1970), Jessica (14 febbraio 1973), Edward Guy (15 novembre 1974) e Alexander Michael (7 aprile 1978). Al momento del decesso, il cantante aveva nove nipoti.
Whittaker visse a Montaigu-de-Quercy, in una casa distribuita su cinque piani, che è stata messa in vendita dopo la morte dell'artista al prezzo di 500.000 sterline. 

## Discografia

### Singoli
| Anno | Singolo                                                    | Posizioni in classifica | Posizioni in classifica | Posizioni in classifica | Posizioni in classifica | Posizioni in classifica |
| Anno | Singolo                                                    | US                      | US AC                   | UK                      | German Pop              | US Country              |
| ---- | ---------------------------------------------------------- | ----------------------- | ----------------------- | ----------------------- | ----------------------- | ----------------------- |
| 1969 | "Durham Town (The Leavin')"                                |                         |                         | 12                      |                         |                         |
| 1970 | "New World In the Morning"                                 |                         | 12                      | 17                      |                         |                         |
| 1970 | "I Don't Believe In If Anymore"                            |                         | 26                      | 8                       |                         |                         |
| 1971 | "Why?"                                                     |                         | 40                      | 47                      |                         |                         |
| 1971 | "Mamy Blue"                                                |                         |                         | 31                      |                         |                         |
| 1975 | "The Last Farewell"                                        | 19                      | 1                       | 2                       | 19                      |                         |
| 1975 | "I Don't Believe In If Anymore"(re-entry)                  |                         | 10                      |                         |                         |                         |
| 1976 | "Durham Town (The Leavin')"(re-entry)                      |                         | 23                      |                         |                         |                         |
| 1976 | "The First Hello, The Last Goodbye"                        |                         | 16                      |                         |                         |                         |
| 1976 | "River Lady (A Little Goodbye)"                            |                         |                         |                         | 2                       |                         |
| 1976 | "Das Alte Schiff (River Lady)"                             |                         |                         |                         | 10                      |                         |
| 1976 | "Indian Lady"                                              |                         |                         |                         | 14                      |                         |
| 1977 | "Before She Breaks My Heart"                               |                         | 39                      |                         |                         |                         |
| 1977 | "From the People, To the People"                           |                         |                         |                         | 46                      |                         |
| 1978 | "If I Knew Just What To Say"                               |                         | 47                      |                         |                         |                         |
| 1978 | "Love Lasts Forever"                                       |                         |                         |                         | 50                      |                         |
| 1979 | "You Are My Miracle"                                       |                         | 35                      |                         |                         |                         |
| 1979 | "Goodbye Ist Goodbye"                                      |                         |                         |                         | 40                      |                         |
| 1982 | "Albany"                                                   |                         |                         |                         | 3                       |                         |
| 1983 | "I Love You Because"                                       |                         |                         |                         |                         | 91                      |
| 1983 | "Wenn Es Dich Noch Gibt"                                   |                         |                         |                         | 8                       |                         |
| 1983 | "Tanz Heut Nacht Mit Mir"                                  |                         |                         |                         | 20                      |                         |
| 1984 | "Abschied Ist Ein Scharfes Schwert"                        |                         |                         |                         | 9                       |                         |
| 1984 | "Eloisa"                                                   |                         |                         |                         | 27                      |                         |
| 1985 | "Leben Mit Dir"                                            |                         |                         |                         | 16                      |                         |
| 1986 | "The Skye Boat Song"(w/ Des O'Connor)                      |                         |                         | 10                      |                         |                         |
| 1986 | "Fernweh"                                                  |                         |                         |                         | 50                      |                         |
| 1986 | "Ein Bisschen Aroma"                                       |                         |                         |                         | 38                      |                         |
| 1989 | "Bleib' Heut' Nacht Bei Mir"                               |                         |                         |                         | 41                      |                         |
| 1990 | "Schoen War Die Zeit"                                      |                         |                         |                         | 52                      |                         |
| 1990 | "Was Ist Dabei, Wenn Wir Zwei Uns Lieben"(w/ Cindy Berger) |                         |                         |                         | 48                      |                         |
| 1991 | "7 Jahre, 7 Meere"                                         |                         |                         |                         | 46                      |                         |
| 1991 | "Doch Tanzen Will Ich Nur Mit Dir Allein"                  |                         |                         |                         | 76                      |                         |
| 1991 | "Sag' Ihr"                                                 |                         |                         |                         | 50                      |                         |
| 1992 | "Du Wirst Alle Jahre Schoener"                             |                         |                         |                         | 31                      |                         |
| 1993 | "Tauch Hinab In Die Nacht"                                 |                         |                         |                         | 72                      |                         |
| 1993 | "Bring Mir Noch Einmal Die Jahre Zurueck"                  |                         |                         |                         | 94                      |                         |
| 1996 | "Wir Sind Jung (Oh Maria)"                                 |                         |                         |                         | 58                      |                         |
| 1997 | "Du Kannst Zaubern"                                        |                         |                         |                         | 97                      |                         |
| 1999 | "Alles Roger"                                              |                         |                         |                         | 98                      |                         |

### Album pubblicati in Europa
Parziale elenco degli album pubblicati in Europa da Roger Whittaker:
- 1971 New World in the Morning
- 1976 A little goodbye
- 1977 The best of. 3
- 1979 Mein deutsches Album (in German)
- 1981 Zum Weinen ist immer noch Zeit
- 1982 Typisch Roger Whittaker
- 1983 Voyager
- 1984 Ein Glück, daß es Dich gibt
- 1987 Heut bin ich arm - Heut bin ich reich
- 1991 Frohe Weinacht - Die schonsten Weihnachtslieder
- 1991 Mein Herz schlägt nur für Dich
- 1992 Stimme des Herzens
- 1993 Stille Nacht, heilige Nacht
- 1994 Leben mit Dir
- 1994 Sehnsucht nach Liebe
- 1994 Geschenk des Himmels
- 1995 Ein schöner Tag mit Dir
- 1996 Alles Roger!
- 1996 Einfach leben
- 1997 Zurück zur Liebe
- 1999 Alles Roger 2
- 1999 Awakening
- 2000 Wunderbar geborgen
- 2002 Mehr denn je
- 2003 Alles Roger 3
- 2003 Der weihnachtliche Liedermarkt
- 2004 Live in Berlin
- 2004 Mein schönster Traum
- 2005 Moments in My Life
- 2007 The Danish collection

### Album pubblicati negli USA
| Album                                                      | Etichetta                   | Data          |
| ---------------------------------------------------------- | --------------------------- | ------------- |
| Changes                                                    |                             |               |
| Christmas Songs                                            | Capitol                     |               |
| Best Ballads numero 1                                      |                             |               |
| Genius of Love                                             | RCA                         |               |
| Roger Whittaker Christmas Album                            |                             |               |
| New World in the Morning                                   | Columbia Collectables       | 1971          |
| Special Kind of Man                                        | Pair                        | 1971          |
| The Last Farewell & Other Hits                             | RCA Records                 | 1974          |
| Magical World of Roger Whittaker                           |                             | 1975          |
| Reflections of Love                                        | RCA Records                 | 1976          |
| In Concert - Recorded with the Edmonton Symphony Orchestra | DVD                         | 1976          |
| The Best of Roger Whittaker                                | RCA                         | 1977          |
| Folk Songs of Our Time                                     | RCA                         | 1977          |
| The Roger Whittaker Christmas Album                        | RCA                         | 1978          |
| Imagine                                                    | RCA                         | 1978          |
| Evergreens                                                 |                             | 1979          |
| When I Need You                                            |                             | 1979          |
| Mirrors of My Mind                                         | RCA                         | 1979          |
| With Love                                                  |                             | 1980          |
| Voyager                                                    | RCA                         | 1980          |
| Live in Concert                                            | RCA Records                 | 1981          |
| The Wind Beneath My Wings                                  | RCA Records                 | 1982          |
| Take a Little: Give a Little                               | RCA                         | 1984          |
| Tidings of Comfort & Joy                                   | Liberty                     | 1984          |
| All Time Heart Touching Favorites                          |                             | 1984          |
| The Best of Roger Whittaker                                | RCA                         | 1984          |
| Fire & Rain                                                | Pair                        | {1985         |
| Living & Loving                                            | Liberty                     | 1988          |
| The World of Roger Whittaker                               | Pair                        | 1988          |
| I'd Fall in Love Tonight                                   | Liberty                     | 1989          |
| Love Will Be Our Home                                      | Word/Epic                   | 1989          |
| World's Most Beautiful Christmas Songs                     | Liberty                     | 1989          |
| All Time Heart Touching Favorites, Vol. 1                  | Liberty                     | 23-04-1990    |
| All Time Heart Touching Favorites, Vol. 2                  | Liberty                     | 21-05-1990    |
| Best Loved Ballads, Vol. 2                                 | Liberty                     | 04-06-1990    |
| Best Loved Ballads, Vol. 1                                 | Liberty                     | 04-06-1990    |
| Golden Tones                                               | Pair                        | 25-10-1990    |
| You Deserve the Best                                       | Capitol/EMI Records         | gennaio 1991  |
| Country Collection                                         | Liberty                     | 29-04-1991    |
| Classics Collection, Vol. 1                                | Liberty                     | agosto 1991   |
| The Wind Beneath My Wings & Other Hits                     | RCA Records                 | dicembre 1991 |
| I Wish You a Merry Christmas                               |                             | gennaio 1992  |
| All-Time Favorites                                         | EMI-Capitol Special Markets | gennaio 1992  |
| Greatest Hits Live                                         | K-Tel                       | gennaio 1992  |
| Classics Collection, Vol. 2                                | Liberty                     | gennaio 1992  |
| All About Love                                             | Liberty                     | 27-04-1992    |
| Collection                                                 |                             | 30-06-1992    |
| Christmas With Roger Whittaker                             | RCA Victor                  | 14-09-1992    |
| Celebration                                                | RCA Victor                  | 01-01-1993    |
| The Best of Roger Whittaker                                | EMI-Capitol Special Markets | 01-01-1993    |
| Live                                                       | Drive - (import)            | 07-12-1993    |
| Greatest Hits                                              | RCA Records                 | 01-01-1994    |
| Feelings                                                   | RCA Victor                  | 15-02-1994    |
| Danny Boy                                                  | RCA Victor                  | 15-02-1994    |
| What a Wonderful World                                     | RCA Victor                  | 12-04-1994    |
| Annie's Song                                               | RCA Victor                  | 12-04-1994    |
| Live!                                                      | RCA Victor                  | 12-04-1994    |
| The Best of Roger Whittaker                                | Curb Records                | 31-05-1994    |
| I Will Always Love You                                     | RCA Victor                  | 16-08-1994    |
| The Christmas Song                                         | RCA Victor                  | 15-08-1995    |
| All Time Favorites                                         | Prime Cuts                  | 01-01-1995    |
| Sincerely Yours                                            |                             | 11-08-1995    |
| On Broadway                                                | RCA Victor                  | 01-10-1995    |
| The World of Roger Whittaker                               | Universal International     | gennaio 1996  |
| A Perfect Day                                              | RCA Victor                  | 17-09-1996    |
| Einfach Leben                                              | BMG/Ariola                  | 03-10-1996    |
| Star Gold                                                  | Polygram France             | 09-05-1997    |
| Happy Holidays                                             | BMG Special Products        | 23-09-1997    |
| New World in the Morning: The Encore Collection            | BMG Special Products        | 18-11-1997    |
| Irish Standards                                            | BMG Special Products        | 14-04-1998    |
| The Best of Roger Whittaker                                | Pegasus/Cleopatra           | 20-10-1998    |
| All of My Life: The Very Best of Roger Whittaker           | Camden                      | 01-01-1999    |
| The Greatest Hits of Roger Whittaker                       | Prism                       | gennaio 1999  |
| In Concert                                                 | Charly                      | 01-07-1999    |
| Awakening                                                  | RCA Victor                  | 10-08-1999    |
| The Best of Roger Whittaker                                | Time/Life Music             | 17-12-1999    |
| The Last Farewell...Live                                   | Legacy Entertainment        | gennaio 2001  |
| The Very Best of Roger Whittaker, Vol. 2                   | Polygram International      | 28-08-2001    |
| The Holly and the Ivy                                      | BMG Special Products        | aprile 2002   |
| Best of: Original Hits                                     | Paradiso                    | 23-04-2002    |
| Songs for You: The Collection                              | Universal International     | 17-09-2002    |
| New World in the Morning                                   | Collectables                | gennaio 2003  |
| All of My Life: Very Best of                               | BMG International           | 20-07-2004    |
| Moments in My Life                                         | BMG/Ariola                  | 06-05-2005    |
| An Evening With                                            | Prism Platinum              | 07-06-2005    |
| Now and Then: Greatest Hits 1964-2004                      | BMG International           | 11-10-2005    |